# Тринидадско-чилийские отношения
Тринидадско-чилийские отношения — двусторонние дипломатические отношения между Тринидадом и Тобаго и Чили. 

## История
У Тринидада и Тобаго и Чили исторически мало связей, но в последнее десятилетие они укрепились. В 1980-х годах страны не проголосовали за признание суверенитета Аргентины над Фолклендскими островами. В 2017 году премьер-министр Тринидада и Тобаго Кит Роули и президент Чили Мишель Бачелет подписали меморандум о взаимопонимании по интеллектуальной собственности, чтобы закрепить законы об авторском праве и правах интеллектуальной собственности. Тринидад и Тобаго проявил живой интерес к развитию торговых отношений с Чили и совместной работе над созданием инфраструктуры образования и солнечной энергии. 
В октябре 2018 года министр торговли и промышленности Тринидада и Тобаго Паула Гопи-Скун встретилась с послом Чили Анибалом Барриа Гаркуа, чтобы обсудить возможность заключения частичного торгового соглашения между странами. В 2018 году Анибал Барриа Гаркуа заявил о великих культурных связях и высказывался за укрепление связей с Тринидадом и Тобаго для продвижения туризма и развития культурных связей, таких как музыкальные фестивали сока, калипсо и карнавальные фестивали. Чили стремится диверсифицировать импорт из Тринидада и Тобаго, чтобы стать более крупным торговым партнёром этой страны. В 2018 году посольство Чили сделало заявление, что объём торговли с Тринидадом и Тобаго составил сумму более 6 миллиардов долларов США.

## Торговля
В 2017 году Тринидад и Тобаго экспортировал товаров в Чили на сумму 733 миллиона долларов США, в основном очищенная нефть и природный газ. В 2017 году Чили экспортировало товаров в Тринидад и Тобаго на сумму 19,2 млн долларов США.

## Дипломатические представительства
- Интересы Тринидада и Тобаго в Чили представлены через посольство в Бразилиа, Бразилия[7].
- Чили имеет посольство в Порт-оф-Спейне[8].